# Sidi Bennour
Sidi Bennour ou Sidi bin-Nur (pronúncia: sidi benur; em árabe: سيدي بنور; romaniz.: Sīdī Binnūr) é uma cidade de Marrocos, capital da província homónima, que faz parte da região de Casablanca-Settat. O município tem 10,64 km² e em 2014 tinha 55 815 habitantes (densidade: 5 245,8 hab./km²).
A cidade situa-se a 50 km da costa atlântica, 70 km a sul de El Jadida (antiga Mazagão) e cerca de 150 km a norte-noroeste de Marraquexe (distâncias por estrada). A economia da região baseia-se essencialmente na agricultura e pecuária, cuja produção carne e de legumes abastece as grandes cidades mais próximas — El Jadida, Marraquexe, Casablanca e Agadir.
Alegadamente, na cidade realiza-se o maior soco (mercado) de Marrocos,[carece de fontes?] chamado Soco de Tlat, que se realiza todas as terças-feiras e sábados onde se encontram todos os tipos de carne, legumes e fruta. Na cidade situa-se a maior refinaria de açúcar de Marrocos.[carece de fontes?]
| 1994   | 2004   | 2014   |
| 37 734 | 39 593 | 55 815 |
|        | 4,9%   | 41%    |